# Microregione di Seabra
Seabra è una microregione dello Stato di Bahia in Brasile, appartenente alla mesoregione di Centro-Sul Baiano.

## Comuni
Comprende 18 municipi:
- Abaíra
- Andaraí
- Barra da Estiva
- Boninal
- Bonito
- Contendas do Sincorá
- Ibicoara
- Itaeté
- Jussiape
- Lençóis
- Mucugê
- Nova Redenção
- Palmeiras
- Piatã
- Rio de Contas
- Seabra
- Utinga
- Wagner (Bahia)